# Gubno
Gubno este o localitate din comuna Kozje, Slovenia, cu o populație de 179 de locuitori.